# Lleó de Bronze
El Lleó de Bronze (neerlandès: Bronzen Leeuw) és una condecoració neerlandesa, creada el 30 de març de 1944 per la reina Guillemina I.
És concedida als soldats que s'hagin distingit particularment a la lluita contra l'enemic per la seva valentia extrema i lideratge al camp de batalla. També pot concedir-se a civils per accions contra l'enemic, així com a estrangers que lluitin en favor del regne dels Països Baixos. Ha estat concedida en 1.210 ocasions des de 1944.
Les propostes per a la seva concessió són atorgades pel Gabinet neerlandès per a condecoracions per valèntia, que és part del Ministeri de Defensa. El Ministre fa la recomanació al Cap d'Estat, el qual ratifica la concessió mitjançant un Reial Decret.
El 31 de maig de 2006, la reina Beatriu I va atorgar-la a títol pòstum al Major General Stanislaw Sosabowski, comandant de la 1a Brigada Polonesa Independent Paracaigudista, pels seus serveis a l'Operació Horta el 1944 (abans ja l'havia rebut el Major General Roy Urquhart, el Tinent General Frederick Browning i el Coronel Robert Sink).
Va substituir la Creu d'Honor, la Creu de l'Aviador i la Creu de Bronze.

## Disseny
Consisteix en una creu de bronze de 35mm d'ample, amb els braços arrodonits, amb un medalló al mig, on hi apareix el lleó neerlandès coronat, amb l'espasa i el feix de fletxes. El revers és pla.
Penja d'una cinta de 37mm d'ample, amb 9 franges igual d'ample, alternant blau i taronja.
La segona condecoració s'indica amb un 2 (en numeral aràbic) sobre el galó, i així successivament.